# Stora Grytsjön, Lappland
Stora Grytsjön är en sjö i Vilhelmina kommun i Lappland och ingår i Ångermanälvens huvudavrinningsområde. Sjön har en area på 2,54 kvadratkilometer och ligger 501 meter över havet. Sjön avvattnas av vattendraget Grytsjöån.

## Delavrinningsområde
Stora Grytsjön ingår i det delavrinningsområde (721073-148964) som SMHI kallar för Utloppet av Stora Grytsjön. Medelhöjden är 523 meter över havet och ytan är 9,44 kvadratkilometer. Räknas de 23 avrinningsområdena uppströms in blir den ackumulerade arean 51,02 kvadratkilometer. Grytsjöån som avvattnar avrinningsområdet har biflödesordning 3, vilket innebär att vattnet flödar genom totalt 3 vattendrag innan det når havet efter 349 kilometer. Avrinningsområdet består mestadels av skog (64 procent). Avrinningsområdet har 2,54 kvadratkilometer vattenytor vilket ger det en sjöprocent på 26,9 procent.